# Семенівський район (Полтавська область)
Семе́нівський райо́н — колишній район у Полтавській області України з адміністративним центром у смт Семенівка.
Розташований у західній частині області. Площа 1,3 тис. км². Населення — 38,2 тис. жителів.

## Географія
Поверхня пологохвиляста з давніми прохідними долинами та блюдцями-западинами. На південному заході омивається Кременчуцьким водосховищем.
Корисні копалини: пісок, мергель, торф, є джерела мінеральної води.
Річки — Сула з Борисом, Хорол, Крива Руда (притока Кременчуцького водосховища), Крива Руда (притока Хоролу), Брусова, Бурчак, Біляківське водосховище.
Переважають чорноземи солонцюваті, лучно-чорноземні глибокосолонцюваті ґрунти в комплексі з солонцями. Площа лісів і лісових смуг 2,7 тис. га. Переважають дуб, клен, акація біла, липа, сосна;

### ПЗФ
У районі — заказники державного значення Гракове і Солоне, а також заповідні об'єкти місцевого значення — пам'ятки природи: дуб звичайний, Богданівський парк, Парк ім. Л. І. Глібова та пам'ятка садово-паркового мистецтва — Криворудський дендропарк.

## Історія
Утворений в березні 1923 року з Семенівської, Зубанівської та Зайчинської (Заїчинської) волостей Хорольського повіту в складі Кременчуцької округи.
З лютого 1932 по вересень 1937 перебував у складі Харківської, а з вересня 1937 — Полтавської області.
З грудня 1962 територія району входила до складу Хорольського району.
У січні 1965 знову відновлено Семенівський район.

## Адміністративний поділ
У районі 65 населених пунктів (одно селище міського типу, 64 села, підпорядкованих селищній та 18 сільрадам народних депутатів).

## Економіка
Найбільші промислові підприємства: Веселоподільський цукрокомбінат, хлібоприймальне підприємство, молокозавод, харчосмакова фабрика, автопідприємство, ремонтно-транспортне підприємство, сільгоспхімія, побуткомбінат, хлібокомбінат, комбінат підприємств громадського харчування, 157 крамниць.
Спеціалізація с. г. — вирощування озимої пшениці, ячменю, кукурудзи, цукрового буряку, соняшнику. Розвинуте скотарство, свинарство, вівчарство. У районі 22 колгоспи, 4 радгоспи, 2 міжгосп. підприємства, Веселоподільська дослідно-селекційна станція. 1990 площа с.-г. угідь — 97,3 тис. га, в тому числі: орної землі 75,3 тис. га.

## Транспорт
Залізнична станція Веселий Поділ. Автомобільних шляхів — 630 км, у тому числі з твердим покриттям — 380 км.

## Населення
Розподіл населення за віком та статтю (2001):
| Стать | Всього | До 15 років | 15-24 | 25-44 | 45-64 | 65-85 | Понад 85 |
| --- | ------ | ----------- | ----- | ----- | ----- | ----- | -------- |
| Чоловіки | 14 786 | 2813        | 1745  | 4250  | 3767  | 2142  | 69       |
| Жінки | 17 880 | 2576        | 1606  | 4101  | 4495  | 4570  | 532      |
| \| Статево-вікова піраміда \| Статево-вікова піраміда \| Статево-вікова піраміда \| \| ----------------------- \| ----------------------- \| ----------------------- \| \| Чоловіки \| Вік \| Жінки \| \| 69 \| 85 + \| 532 \| \| 169 \| 80-84 \| 678 \| \| 472 \| 75-79 \| 1438 \| \| 766 \| 70-74 \| 1442 \| \| 735 \| 65-69 \| 1012 \| \| 1246 \| 60-64 \| 1698 \| \| 689 \| 55-59 \| 843 \| \| 914 \| 50-54 \| 993 \| \| 918 \| 45-49 \| 961 \| \| 1163 \| 40-44 \| 1112 \| \| 1032 \| 35-39 \| 1039 \| \| 1127 \| 30-34 \| 963 \| \| 928 \| 25-29 \| 987 \| \| 906 \| 20-24 \| 822 \| \| 839 \| 15-20 \| 784 \| \| 1213 \| 10-14 \| 1083 \| \| 898 \| 5-9 \| 866 \| \| 702 \| 0-4 \| 627 \| |        |             |       |       |       |       |          |
| Статево-вікова піраміда |        |             |       |       |       |       |          |
| Чоловіки | Вік    | Жінки       |       |       |       |       |          |
| 69 | 85 +   | 532         |       |       |       |       |          |
| 169 | 80-84  | 678         |       |       |       |       |          |
| 472 | 75-79  | 1438        |       |       |       |       |          |
| 766 | 70-74  | 1442        |       |       |       |       |          |
| 735 | 65-69  | 1012        |       |       |       |       |          |
| 1246 | 60-64  | 1698        |       |       |       |       |          |
| 689 | 55-59  | 843         |       |       |       |       |          |
| 914 | 50-54  | 993         |       |       |       |       |          |
| 918 | 45-49  | 961         |       |       |       |       |          |
| 1163 | 40-44  | 1112        |       |       |       |       |          |
| 1032 | 35-39  | 1039        |       |       |       |       |          |
| 1127 | 30-34  | 963         |       |       |       |       |          |
| 928 | 25-29  | 987         |       |       |       |       |          |
| 906 | 20-24  | 822         |       |       |       |       |          |
| 839 | 15-20  | 784         |       |       |       |       |          |
| 1213 | 10-14  | 1083        |       |       |       |       |          |
| 898 | 5-9    | 866         |       |       |       |       |          |
| 702 | 0-4    | 627         |       |       |       |       |          |

Національний склад населення за даними перепису 2001 року:
| Національність | Кількість осіб | Відсоток |
| -------------- | -------------- | -------- |
| українці       | 31569          | 96,64 %  |
| росіяни        | 742            | 2,27 %   |
| білоруси       | 100            | 0,31 %   |
| молдовани      | 75             | 0,23 %   |
| вірмени        | 72             | 0,22 %   |
| інші           | 109            | 0,33 %   |

Мовний склад населення за даними перепису 2001 року:
| Мова       | Кількість осіб | Відсоток |
| ---------- | -------------- | -------- |
| українська | 31772          | 97,26 %  |
| російська  | 703            | 2,15 %   |
| вірменська | 59             | 0,18 %   |
| білоруська | 43             | 0,13 %   |
| молдовська | 42             | 0,13 %   |
| інші       | 48             | 0,15 %   |

## Політика
25 травня 2014 року відбулися Президентські вибори України. У межах Семенівського району було створено 45 виборчих дільниць. Явка на виборах складала — 67,78 % (проголосували 14 261 із 21 041 виборців). Найбільшу кількість голосів отримав Петро Порошенко — 51,18 % (7 299 виборців); Юлія Тимошенко — 18,97 % (2 705 виборців), Олег Ляшко — 11,46 % (1 634 виборців), Анатолій Гриценко — 5,29 % (755 виборців), Сергій Тігіпко — 4,34 % (619 виборців). Решта кандидатів набрали меншу кількість голосів. Кількість недійсних або зіпсованих бюлетенів — 0,88 %.

## Соціальна сфера
У районі 41 загально-освітня школа, 2 школи-садки, музична школа і два її філіали, два будинки піонерів та школярів, станція юних натуралістів, міжшкільний навчальний виробничий комбінат, 35 дитячих дошкільних закладів, 53 лікувальних заклади, в тому числі центральна районна, номерна, інфекційна та 3 дільничних лікарні, 43 фельдшерсько-акушерські пункти, 4 лікарських амбулаторії, 7 аптек, 48 Будинків культури та сільських клубів.
Районний історико-краєзнавчий музей. Видаються районні газети.

## Пам'ятки
- Пам'ятки історії Семенівського району
- Вікіпедія:Вікі любить пам'ятки/Полтавська область/Семенівський район
- Звід пам'яток історії та культури України: Полтавська область. Семенівський район

На території району збереглися кургани доби бронзи, скіфського часу та Київ. Русі, залишки городища, очевидно, літописного містечка Горошина, поселення неолітичного часу, епохи міді та черняхівської культури.

## ЗМІ
- Семенівський вісник
- «Вісник Семенівщини»

## Особистості
- Божинський-Божко Микола Васильович — герой Крут.